# 심포항 (여수시)
심포항은 전라남도 여수시 남면 심장리 심포마을에 위치한 어항이다. 2007년 8월 8일 어촌정주어항으로 지정하여 관리하고 있다. 시설관리자는 여수시장이다.

## 연혁
- 전라남도 여수시 남면 심장리에 위치한 심포항은 1975년 8월 5일 지방어항으로 지정 관리하여 왔으나, 2005년 4월 27일 주민 건의에 따른 여수시장 해제요청에 따라 전라남도지사가 지방어항에서 해제하였다.[1]
- 여수시에서 2007년 8월 8일 어촌정주어항으로 지정하여 관리하고 있다.

## 어항 구역
- 수역: 북위 34° 29′ 39″, 동경 127° 46′ 18″의 지점에서 S30°E방향으로 150m점과 이점에서 N60°E방향으로 65m점과 이점에서 S40°E방향으로 육지부를 연결하는 선을 따라 형성된 공유수면[2]

## 어항 시설
- 방파제 158m, 선착장 143m

## 주요 어종
- 전복